# 伊登鎮區 (明尼蘇達州艾特金縣)
伊登鎮區（英語：Idun Township）是位於美國明尼蘇達州艾特金縣的一個行政鎮區。

## 地方資料
伊登鎮區的面積為96.50平方千米，當中陸地面積為94.90平方千米，而水域面積為1.60平方千米。根據2020年美國人口普查的數據，當地共有人口222人，而人口密度為每平方千米2.3人。